# Kyle Austin
Pour les articles homonymes, voir Austin.
Kyle Austin, né le 18 octobre 1988 à Pasadena en Californie, est un joueur américain de basket-ball. Il évolue au poste d'ailier.

## Clubs successifs
- 2010 - 2011 :
  -  Faymasa Palencia (LEB Gold)
  -  Vitoria Guimaraes (D1)
- 2011 - 2012 :
  -  VOO Verviers Pepinster (Ethias League)
  -  Boras Basket (D1)
  -  Jászberényi KSE (Division A)
- 2012 - 2013 :
  -  ALM Évreux Basket (Pro B)
  -  MJUS Fortress Kormend (Division A)
  -  Mineros de Cananea (D1)
- 2013 - 2014 :  Bawer Matera (LegaDue)
- 2014 - 2015 :  Latina Basket (LegaDue)
- 2015 - 2016 :  Assigeco Casalpusterlengo (LegaDue)
- 2016 - 2018  :  Hispano Americano de Rio Gallegos (Liga A)
- 2018 :  AS Denain Voltaire (Pro B)
- 2018 - 2019 :
  -  Penarol (Liga A)
  -  Panteras de Aguascalientes (LNBP) 2 matchs
- 2019-2020 :  Nacional Montevideo (LUB)